# Alvaro
Alvaro  è un nome proprio di persona italiano maschile.

## Varianti
- Maschili: Alvario[5], Alvero[4]
  - Alterati: Alvarino[5]
- Femminili: Alvara[1][4][5]
  - Alterati: Alvarina[5]

### Varianti in altre lingue
- Basco: Albar[6]
- Catalano: Àlvar[6]
- Germanico: Alfher[7]
- Estone: Alvar[7]
- Finlandese: Alvar[7]
- Inglese: Alvar[8], Elver[8]
- Inglese antico: Ælfhere[8]
- Latino: Alvarus[2][3]
- Norreno: Alfarr[7]
- Polacco: Alwar
- Portoghese: Álvaro[9]
- Spagnolo: Álvaro[6][9]
- Svedese: Alvar[7]

## Origine e diffusione
Deriva dal nome spagnolo Álvaro, a sua volta da un nome germanico la cui identificazione è però dibattuta.
- Secondo alcune fonti, il nome originale è il visigoto Alwaro, composto da ala ("tutto", "del tutto") e warja ("difesa", oppure wariaz, "difensore")[1][2][4][5], avente il possibile significato complessivo di "difensore di tutti" o "molto attento"[4][6]. A queste radici alcune fonti riconducono anche il nome Elvira.
- Secondo altre fonti, si tratta di Alfher[9], che è composto dagli elementi alf ("elfo") e hari ("esercito", "armata")[7]; dalle forme norrena e anglosassone di Alfher, Alfarr e Ælfhere, deriva il moderno nome Alvar, usato in inglese e in alcune lingue scandinave e baltiche[7][8]. Inoltre, anche il nome Oliviero potrebbe ricondursi a queste radici.
- Secondo ulteriori interpretazioni, le radici sarebbero alt ("vecchio") e war ("casa"), con il significato complessivo "uomo di antico casato"[10], oppure athal ("nobile") e ward ("guardiano"), quindi "guardiano nobile"[6], o ancora sarebbe riconducibile alle stesse radici di Alberico[6].

Era assai diffuso nella penisola iberica durante il Medioevo, e poi grazie a un dramma di Ángel de Saavedra intitolato Don Alvaro o La forza del destino; Giuseppe Verdi adattò il dramma in un'opera lirica nel 1862, La forza del destino, grazie alla quale il nome divenne assai popolare anche in Italia; curiosamente nella trasposizione, forse per un errore, l'accento fu spostato sulla penultima sillaba, secondo l'uso più consueto nella lingua italiana. Va detto comunque che il nome era già utilizzato nella penisola italiana, probabilmente grazie alla dominazione spagnola, ed era stato usato per uno dei personaggi della commedia di Carlo Goldoni del 1748 La vedova scaltra.
Diffuso in tutta l'Italia centro-settentrionale, è particolarmente accentrato in Toscana, anche nella forma femminile Alvara, e nel Lazio. È usato anche come cognome.

## Onomastico
L'onomastico si può festeggiare in memoria di diversi beati, alle date seguenti:
- 19 febbraio, beato Alvaro De Zamora da Cordova, religioso domenicano[6][12]
- 23 marzo, beato Álvaro del Portillo, prelato dell'Opus Dei[12]
- 17 settembre, beato Álvaro Santos Cejudo, martire a Alcázar de San Juan[12]
- 1º ottobre, beato Alvaro Sanjuán Canet, sacerdote salesiano e martire a Villena[12]

## Persone
- Alvaro di Braganza, nobile e politico portoghese
- Alvaro Amici, cantante italiano
- Alvaro Biagini, calciatore e allenatore di calcio italiano
- Alvaro Cartei, pittore e ceramista italiano
- Alvaro Cerasani, pugile italiano
- Alvaro Ciabatti, calciatore italiano
- Alvaro de Sande, generale spagnolo
- Alvaro Gasparini, calciatore e allenatore di calcio italiano
- Alvaro Gradella, attore e conduttore radiofonico italiano
- Alvaro Lasi, calciatore italiano
- Alvaro Leonardi, ufficiale e aviatore italiano
- Alvaro Lojacono, terrorista italiano
- Alvaro Mancori, direttore della fotografia italiano
- Alvaro Monnini, artista italiano
- Alvaro Nuvoloni, pugile italiano
- Alvaro Piccardi, attore e regista italiano
- Alvaro Pompili, criminale italiano
- Alvaro Sellani, calciatore italiano
- Alvaro Valentini, scrittore e poeta italiano
- Alvaro Vitali, attore e comico italiano
- Alvaro Zian, calciatore italiano

### Variante Álvaro

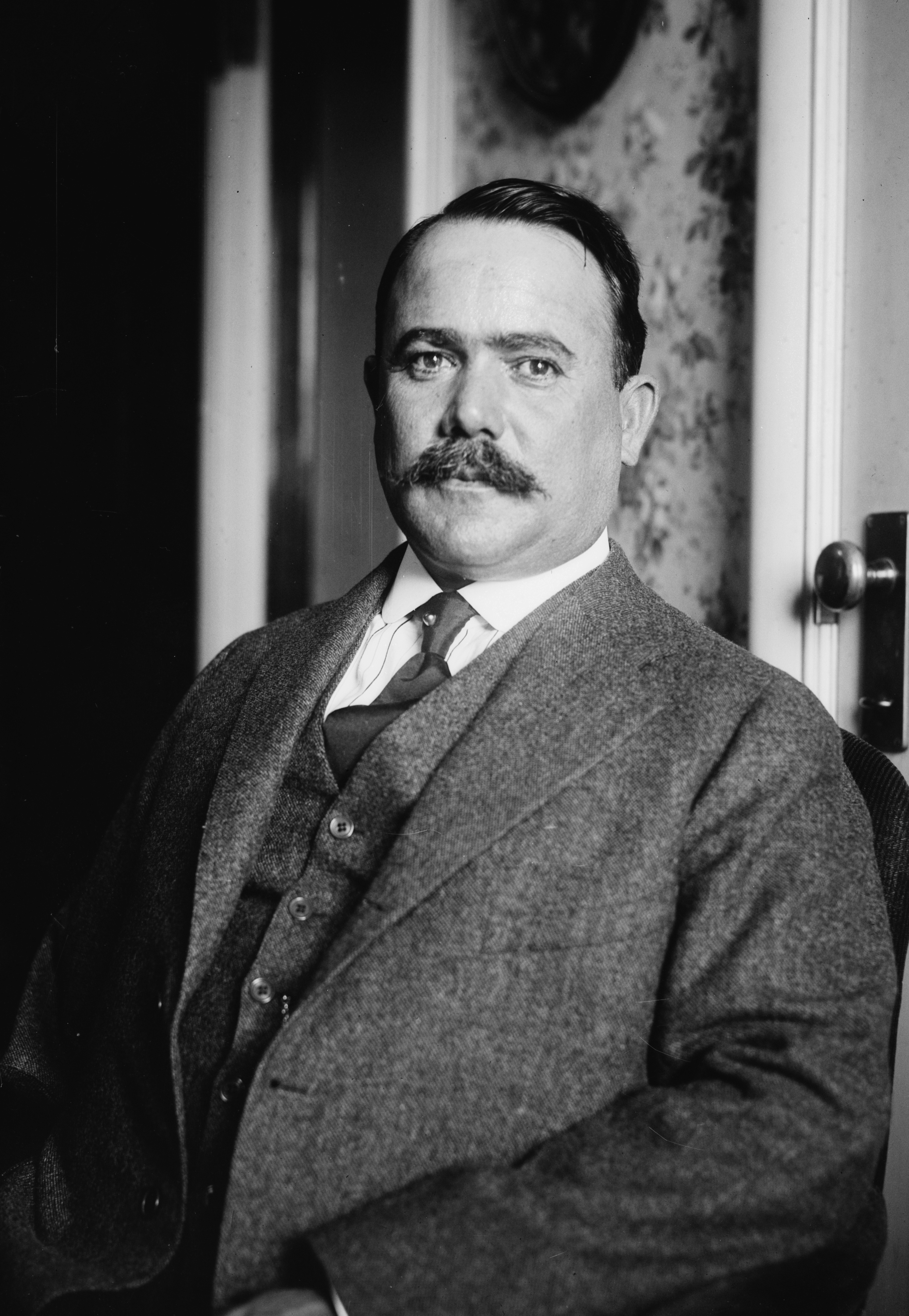
Álvaro Obregón

- Álvaro Bautista, pilota motociclistico spagnolo
- Álvaro Cunhal, politico portoghese
- Álvaro de Luna, politico spagnolo
- Álvaro de Luna, attore spagnolo
- Álvaro del Portillo, vescovo cattolico e ingegnere spagnolo
- Álvaro García Linera, politico boliviano
- Alvaro Mendoza Caamaño y Sotomayor, cardinale spagnolo
- Álvaro Morata, calciatore spagnolo
- Álvaro Mutis, scrittore e poeta colombiano naturalizzato messicano
- Álvaro Obregón, politico messicano
- Álvaro Recoba, calciatore uruguaiano
- Álvaro Rodríguez Echeverría, religioso costaricano
- Álvaro Rubio, calciatore spagnolo
- Álvaro Siza, architetto portoghese
- Álvaro Soler, cantante spagnolo

### Altre varianti
- Alvar Aalto, architetto, designer e accademico finlandese
- Álvar Fáñez, militare spagnolo
- Álvar Núñez Cabeza de Vaca, condottiero, scrittore e avventuriero spagnolo

## Il nome nelle arti
- Don Alvaro è il nome di uno dei personaggi della commedia teatrale del 1748 La vedova scaltra di Carlo Goldoni.
- Alvaro è il protagonista dell'opera lirica del 1862 La forza del destino di Giuseppe Verdi.
- Alvaro è il protagonista, interpretato da Renato Rascel, della commedia musicale del 1953 Alvaro piuttosto corsaro di Garinei e Giovannini, poi portata al cinema nel 1954 da Camillo Mastrocinque.
- Alvaro, insieme a Camilla la tartaruga, è il protagonista del cartone animato Fantazoo (conosciuto anche come Alvaro e Camilla).
- Alvar Mayor è il protagonista dell'omonima serie a fumetti argentina scritta da Carlos Trillo e disegnata da Enrique Breccia.
- Alvara è un personaggio della serie televisiva Intralci.